# Krzesanica (King George Island)
Krzesanica ist ein blankes und 120 m hohes Felsenkliff auf King George Island im Archipel der Südlichen Shetlandinseln. Es ragt auf dem Point Thomas am Ufer der Admiralty Bay auf
Polnische Wissenschaftler benannten es 1980 nach der Krzesanica, einem Berg in der Westtatra.